# Liz Johnson Artur
Liz Johnson Artur (* 1964) je ghansko-ruská fotografka se sídlem v Londýně v Anglii. Její práce dokumentuje životy černochů z celé africké diaspory. Její práce se snaží ukazovat a oslavovat živé a jemné nuance životů každého z těchto běžných lidí, se kterými se setkává. Pracuje jako fotoreportérka a redaktorská fotografka pro různé módní časopisy a nahrávací společnosti po celém světě i pro svou nezávislou uměleckou praxi. Její monografie s Bierke Verlag byla zařazena do seznamu „Best Photo Books 2016“ v The New York Times.

## Životopis

### Dětství
Liz Johnson Artur se narodila v Bulharsku, ale vyrostla ve východní Evropě a Německu. Její otec byl Ghaňan a byla vychována svou ruskou matkou. Říká, že je „produktem migrace“. Žila tři měsíce v západním Německu se svou matkou na turistických vízech, než jim skončila platnost; pak žili jako nelegální přistěhovalci. Johnson Artur trávila většinu svých dní v ulicích, kvůli svému postavení nemohla chodit do školy. To bylo, když došlo k jejímu počátečnímu setkání s cizími lidmi; „Tentokrát si nejvíce pamatuji potěšení ze setkání s cizími lidmi na ulici, myslím, že mě to jako fotografku velmi ovlivnilo.“

### Úvod do fotografie
V roce 1985 získala svůj první fotoaparát a začala fotografovat během cesty do New Yorku. Během této cesty zůstala s ruskou rodinou v černošské čtvrti v Brooklynu. V rozhovoru pro The Fader řekla: „Nikdy předtím jsem v černošské čtvrti nebyla a tehdy jsem nefotila. Ale díky vzpomínce na to, co jsem viděla, jsem chtěla začít fotit. “ Tím začala její cesta k pořizování a sestavování fotografií svateb, večírků, z kostela a každodenního života.
V rozhovoru pro iD Magazine Johnson Artur vysvětlila, že se k fotografii dostala proto, že „chtěla zaznamenat normálnost černošských životů a černošské kultury, což se v médiích hlavního proudu často neodráží“. Fotografie pro ni byla způsobem, jak získat přístup k lidem a prostorům, což vyvolalo její zvědavost. Cílem její práce je překonat stereotypy černochů a představit každou osobu jako unikátní individualitu.
Johnson Artur získala magisterský titul v oboru fotografie na Royal College of Art v Londýně a učila na London College of Communication.

## Kariéra
Johnson Artur strávila posledních 30 let fotografováním rozmanitých černochů po celém světě. Po většinu své nedávné kariéry se zaměřovala na zastupování černochů v jižním Londýně.

### Umělecká praxe
Fotografie je pro Johnson Artur velmi osobní. Má ke své práci přístup založený na spolupráci a vytváří úzké kontakty se svými subjekty jako způsob, jak respektovat zranitelnost, kterou projevují tím, že ji pustí do svých prostor. Tento proces dává jejím fotografiím pocit intimity. Fotografie mají pro ně nedokončenou kvalitu. I když jsou některé fotografie záměrně pózovány a komponovány, pozornost, kterou věnuje Johnson Artur smyslu pro sebeprezentaci každého jednotlivce, dává dílu autenticitu.
V rozhovoru s Galerií fotografů popsala potřebu představovat osobní styl a lidi, které zachycuje: „Tímto způsobem věřím, že nám fotografie může ukázat něco velmi jedinečného a stále známého.“

### Ideologie
Johnson Artur se zavázala důsledně fotografovat černochy po celém světě a všímat si rozmanité estetiky v těchto komunitách. Na otázku, zda považuje svou práci za politickou, odpověděla: „Beru to, co dělám, velmi vážně, ale nutně bych to neoznačila za politické, pokud byste mi tuto otázku nepoložili. Moje práce je politická v tom smyslu, že jde o komunikaci, schopnost porozumět bojům lidí, naučit se, jak můžeme spolu žít.“ Práce Johnson Artur se zaměřuje na témata sebeprezentace a otázky reprezentace. Fotografie jsou pořizovány na veřejných prostranstvích ve snaze zachytit okamžiky; spojit, vidět, slyšet a fotografovat s autentičností. Při fotografování stanoví jejich přítomnost. Tato krátká setkání jsou vyvolána stylem, okázalostí a řečí těla lidí, kteří upoutají její pozornost.

### Výstavy
- Brooklyn Museum, New York: Liz Johnson Artur: Dusha (3. května – 18. srpna 2019)[9]
- David Nolan Gallery, New York: This Synthetic Moment (18. ledna – 10. března 2018)[10]
- Lothringer 13 Halle, Munich: A Thousand and X Little Actions (10. října – 21. listopadu 2016)
- Kunstverein, Leipzig: 1.-3.Personal plural: wir, ihr, sie (20. srpna – 6. září 2016)
- The Photographer's Gallery, London: Made You Look: Dandyism and Black Masculinity (15. července – 25. září 2016)[8]

### Redakční a komerční práce
Liz Johnson Artur pracuje posledních 30 let jako nezávislá redaktorka a komerční fotografka na nesčetných publikacích, včetně časopisů Vibe Magazine, Fader, iD Magazine a Spin Magazine. Řekla, že komerční práce jí poskytla příležitosti fotografovat lidi a místa související s její vlastní uměleckou praxí, ke kterým by jinak neměla přístup.
Fotografovala osobnosti jako jsou například: Mos Def, Blur, Amy Winehouse, Spice Girls a podnikla tour s M.I.A., Lady Gaga nebo Seun Kuti.